# Serguei Kuskov
Serguei Kuskov (en rus Сергей Кусков) fou un ciclista soviètic. El seu èxit més important fou la medalla d'or al Campionat del món en Persecució per equips de 1969.

## Palmarès
- 1969
  -  Campió del món en Persecució per equips, amb Vladímir Kuznetsov, Víktor Bykov i Stanislav Moskvín